# Fokussprint
Ein Fokussprint oder fokussiertes Freewriting ist eine Schreibmethode oder Schreibübung, die als spezielle Form des Freewriting angesehen werden kann.
Anders als beim reinen Freewriting konzentriert man sich beim Fokussprint auf ein inhaltliches Thema oder einen Bereich. Dieser wird zu Beginn notiert. Danach wird für eine festgelegte Zeit zu diesem Thema geschrieben. Wie beim Freewriting wird kontinuierlich und schnell geschrieben, ohne den Stift abzusetzen und ohne das bereits Geschriebene zu überarbeiten. Nach dem Schreiben wird das Geschriebene durchgelesen und Stellen, die wichtig erscheinen, werden markiert und eventuell kommentiert. Abschließend wird ein Kernsatz formuliert, der das Geschriebene zusammenfasst.
Wenn der Kernsatz zum Ausgangspunkt eines neuen fokussierten Freewriting wird, spricht man auch von einer Schreibstaffel. Diesen Prozess kann man mehrfach wiederholen. 
Die Ziele des Fokussprints sind etwas enger als diejenigen des Freewritings. Es geht primär um das Erschreiben von ersten Ideen zu einem Thema. Beim akademischen Schreiben kann der Fokussprint zum Beispiel zur Erarbeitung von konkreten Themen für eine Arbeit eingesetzt werden.
Positive Auswirkungen wurden in empirischen Untersuchungen belegt, sind aber nicht unumstritten. Zumindest einige der kritischen Untersuchungen haben allerdings potentielle Effekte untersucht, die von den Befürwortern der Methode wie dem Schreibdidaktiker Peter Elbow überhaupt nicht behauptet wurden, etwa Einflüsse auf kritisches Denken und Verständnis von Vorlesungen.
Vermutlich wurde diese Schreibübung unabhängig voneinander von verschiedenen Personen entwickelt, so dass niemandem eine Urheberschaft zugeschrieben werden kann. Sie gehört zum Handwerkszeug von Schreibberatung und Schreibzentren. In der angloamerikanischen Schreibdidaktik wird sie „looping“ genannt.

## Belege
1. ↑  Peter Elbow: Everyone can write: Essays toward a hopeful theory of writing and teaching writing. Oxford University Press, Oxford 2000, ISBN 0-19-510416-1, S. 86.
2. ↑  Beschreibung der Methode am Schreibzentrum der TU Dresden. Abgerufen am 30. Juni 2023.
3. ↑  Anleitung zum Fokussierten Freewriting auf der Webseite des Schreibzentrums an der Universität Paderborn. Abgerufen am 30. Juni 2023.
4. ↑  Judith Wolfsberger: frei geschrieben: Mut, Freiheit und Strategie für wissenschaftliche Abschlussarbeiten. 3. Auflage. Böhlau, Wien 2010, S. 141.
5. ↑  Ulrike Scheuermann: Die Schreibfitness-Mappe: 60 Checklisten, Beispiele und Übungen für alle, die beruflich schreiben. Linde, Wien 2011.
6. ↑  Linda Y. Li: Exploring the use of focused freewriting in developing academic writing. In: Journal of University Teaching and Learning Practice. Band 4, Nr. 1, 2007.
7. ↑  Retta E. Poe: A strategy for improving literature reviews in psychology courses. In: Teaching of Psychology, Psychologists teach writing. Band 17, Nr. 1, 1990, S. 54–55.
8. ↑  R. Munday, C. Cartwright, R. Windham: Effects of the use of focused freewriting activities on secondary preservice teachers’ critical thinking abilities. In: Journal of Instructional Psychology. Band 17, Nr. 4, 1990, S. 237–241.
9. ↑  S. Hinkle, A. Hinkle: An experimental comparison of the effects of focused freewriting and other study strategies on lecture comprehension. In: Teaching of Psychology. Band 17, Nr. 1, 1990, S. 31–35.